# Буцевське газове родовище
Буцевське газове родовище — місцерорзташування — Мостиський район, Львівська область. Передкарпатська нафтогазоносна область. Перспективні запаси — 200 млн м³. газу.